# Золотой клык
«Золотой клык» — российский (с 2009 года международный) кинофестиваль для животных-киноактёров и работающих с ними людей. По утверждению организаторов, первый и на сегодняшний день единственный такой фестиваль в мире. Прозван журналистами «Оскаром для животных». Фестиваль проводится с 2000 года в Москве. Президент фонда «Золотой клык» и автор идеи — генеральный директор студии «Мосфильм-КИНОлогия» Виктор Зуйков. Председатель попечительского совета фонда «Золотой Клык» — писательница Дарья Донцова. Во время церемонии открытия животные проходят по красной ковровой дорожке.

## История
Первое вручение премии «Золотой клык-2001» состоялось 22 декабря 2000 года в помещении Театра зверей имени Дурова. Президентом фестиваля была Наталья Дурова, жюри возглавлял Александр Абдулов. Также в жюри вошли артисты: Сергей Шакуров, Андрей Ростоцкий, Елена Проклова, Николай Еременко. Детское жюри состояло из московских школьников. Номинантами кинопремии стали 20 российских фильмов, 12 телесериалов, 30 рекламных роликов, 10 музыкальных видеоклипов последнего десятилетия. Награда присуждалась в номинациях:
- Художник по костюмам — Алла Оленева (к/ф Сибирский цирюльник)
- Сценарист — Александр Бородянский, Карен Шахназаров (к/ф День полнолуния)
- Трюковая сцена — Ворон Блейд (к/ф Сыщик с плохим характером)
- Каскадёрская сцена — хаски Ася и Метель (к/ф Граница, реж. А. Митта)
- Рекламный ролик — медведица Люся
- Операторская работа Олег Мартынов (к/ф Королева Марго)
- Партнёрство — Александр Фатюшин и испанский мастиф Гоша (к/ф Новый год в ноябре)
- Актёрская — американский кокер-спаниель Фредди — (к/ф Спасатели. Затмение, реж. О.Фомин)
- Продюсер, снявший наибольшее количество фильмов с животными — Сергей Жигунов
- Лучший ретрофильм — «Белый Бим Черное ухо»

Второй кинофестиваль прошёл в том же помещении 19 апреля 2002 года, премии вручались фильмам, снятым в Советском Союзе. В различных номинациях были отмечены картины:
1. «И мы как люди» автор Владимир Дуров, при содействии Александра Ханжонкова.
2. «Весёлые ребята» 1934 г., реж. Григорий Александров.
3. «Свинарка и пастух» 1941 г., реж. Иван Пырьев.
4. «Смелые люди» 1950 г., реж. Константин Юдин.
5. «Полосатый рейс» 1961 г., реж. Владимир Фетин.
6. «Ко мне, Мухтар!» 1964 г., реж. Семён Туманов.
7. «Белый Бим Черное ухо» 1977 г., реж. Станислав Ростоцкий.
8. «Крепыш» 1981 г., реж. Нана Клдиашвили.
9. «Рысь выходит на тропу» 1982 г., реж. Агаси Бабаян.
10. «Морозко» 1964 г., реж. Александр Роу.
11. «Белое солнце пустыни» 1969 г., реж. Владимир Мотыль.
12. «Война и мир» 1965—1967 гг., реж. Сергей Бондарчук.

Третий фестиваль организаторы провели 29 октября 2005 года в Конгресс-холле гостиницы «Пента Ренессанс», он был посвящён кошачьим. В конкурсе участвовали картины разных лет. Были отмечены фильмы «Цирк» (1936), «Автомобиль, скрипка и собака Клякса» (1974), «Новые похождения Кота в сапогах» (1969) и другие.
«IV кинофестиваль с участием животных-киногероев „Золотой Клык“» состоялся 25-30 марта 2009 года в помещении Московского молодёжного театра под руководством Вячеслава Спесивцева. Появилась новая номинация «Лучший зарубежный фильм», к названию фестиваля добавилось слово «международный». После смерти Натальи Дуровой её место заняла Дарья Донцова. В церемонии приняли участие режиссёр Вячеслав Спесивцев, актёры Елена Сафонова и Денис Никифоров, певец и композитор Александр Добронравов. Церемонию закрытия вёл артист Андрей Анкудинов, которому «помогали» большой белохохлый какаду Савелий и лама Ника.
Награды присуждались в номинациях:
- «Лучший фильм» (где главный герой — животное) — «Весьегонская волчица» (2004, хаски Метель);
- «Лучший актёр» — немецкая овчарка Айк («Марфа и её щенки», 2006);
- «Лучшая роль второго плана» — английский бульдог Филя («Стиляги», 2008);
- «Партнёрство» — Анастасия Добрынина и бельгийская овчарка Даллас («Кука», 2007);
- «Лучший каскадёр» — китайская хохлатая собака Лали («Догнать брюнетку», 2008);
- «Лучшая трюковая сцена» — волчица Гера («Софи», 2007);
- «Лучший эпизод» — кот Кузя («Путешествие во влюбленность», 2007);
- «Приз Памяти» — бернский зенненхунд Байра (ситком «Счастливы вместе»).

- Красная ковровая дорожка у Театра Спесивцева
- Ведущие церемонии закрытия Андрей Анкудинов и Ника
- Лучший актёр: овчарка Айк («Марфа и её щенки»)
- Лучший актёр второго плана: бульдог Филя («Стиляги»)
- Волчица Гера («Софи») — лучшая трюковая сцена
- Лучший актёр эпизода: кот Кузя («Путешествие во влюбленность»)

## Интересные факты
Самое востребованное животное-актёр в России — собака породы сибирский хаски Метель, обычно играющая волков. В 2008 году у неё было 250 съёмочных дней, примерно вдвое больше чем у Анастасии Заворотнюк, самой востребованной актрисы России (включая телесъёмки).